# Bruce (cráter)

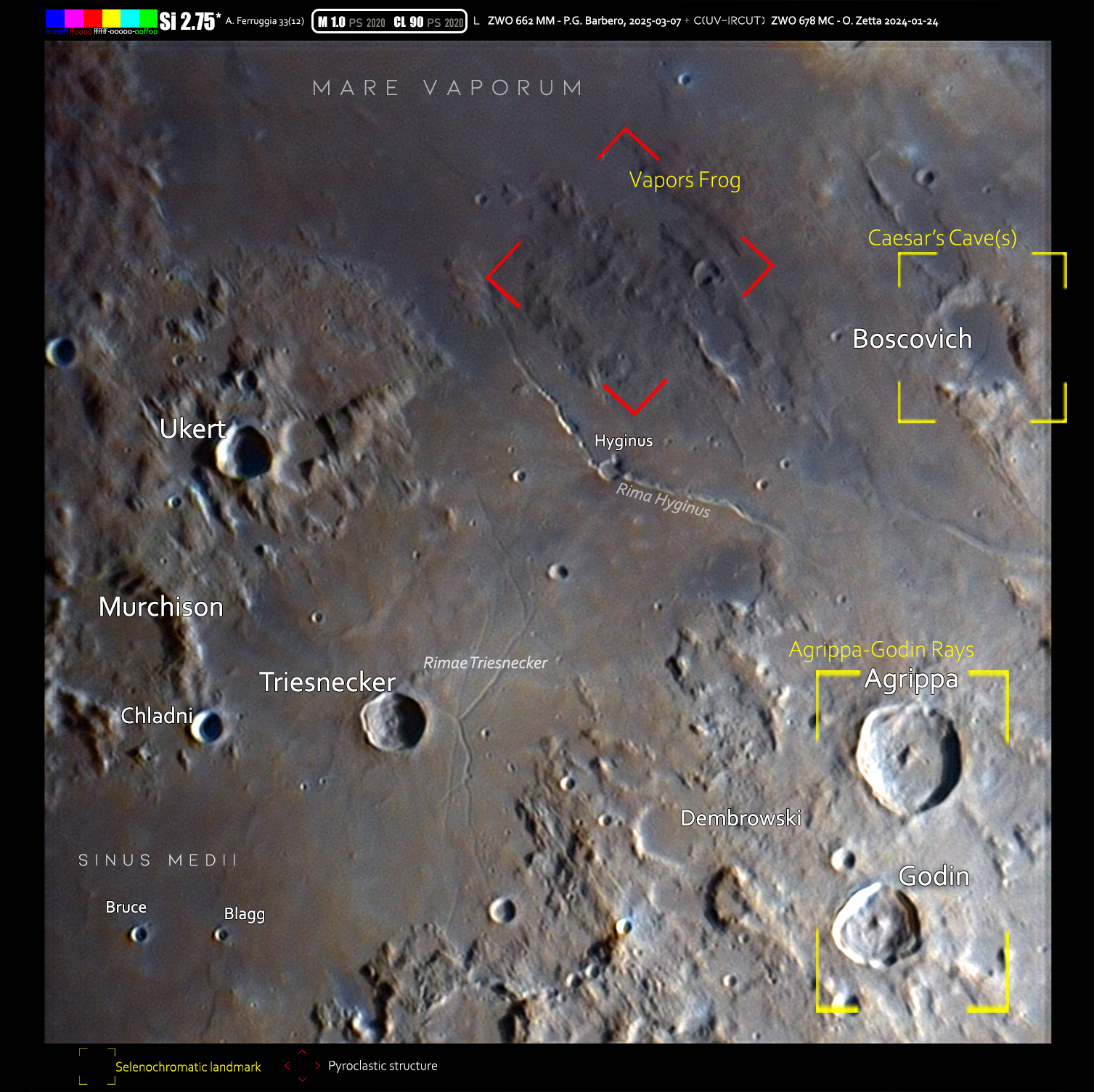
El cráter (izquierda) en formato selenocromático

Bruce es un pequeño cráter de impacto lunar situado en el Sinus Medii. Se encuentra al oeste-noroeste del cráter irregular Rhaeticus, y se halla a 33 km al oeste de Blagg, aún más pequeño.
Es circular y con forma de copa, sin impactos notables superpuestos en el borde o el interior, que tiene un albedo generalmente más alto que el del terreno circundante, pero hay una banda de material más oscuro que cruza el punto medio del cráter de oeste a este. Está rodeado por mar lunar, con unos pequeños cráteres en la superficie hacia el este.
Menos de cuarenta kilómetros al sur-sureste aparece el punto original del sistema de coordenadas selenográficas. Desde el suelo de este cráter la Tierra aparece siempre en el cénit. Tanto las sondas Surveyor 4 como Surveyor 6 aterrizaron a unos 50 km al oeste-suroeste de Bruce.
|  |  |